# Tillie Olsen

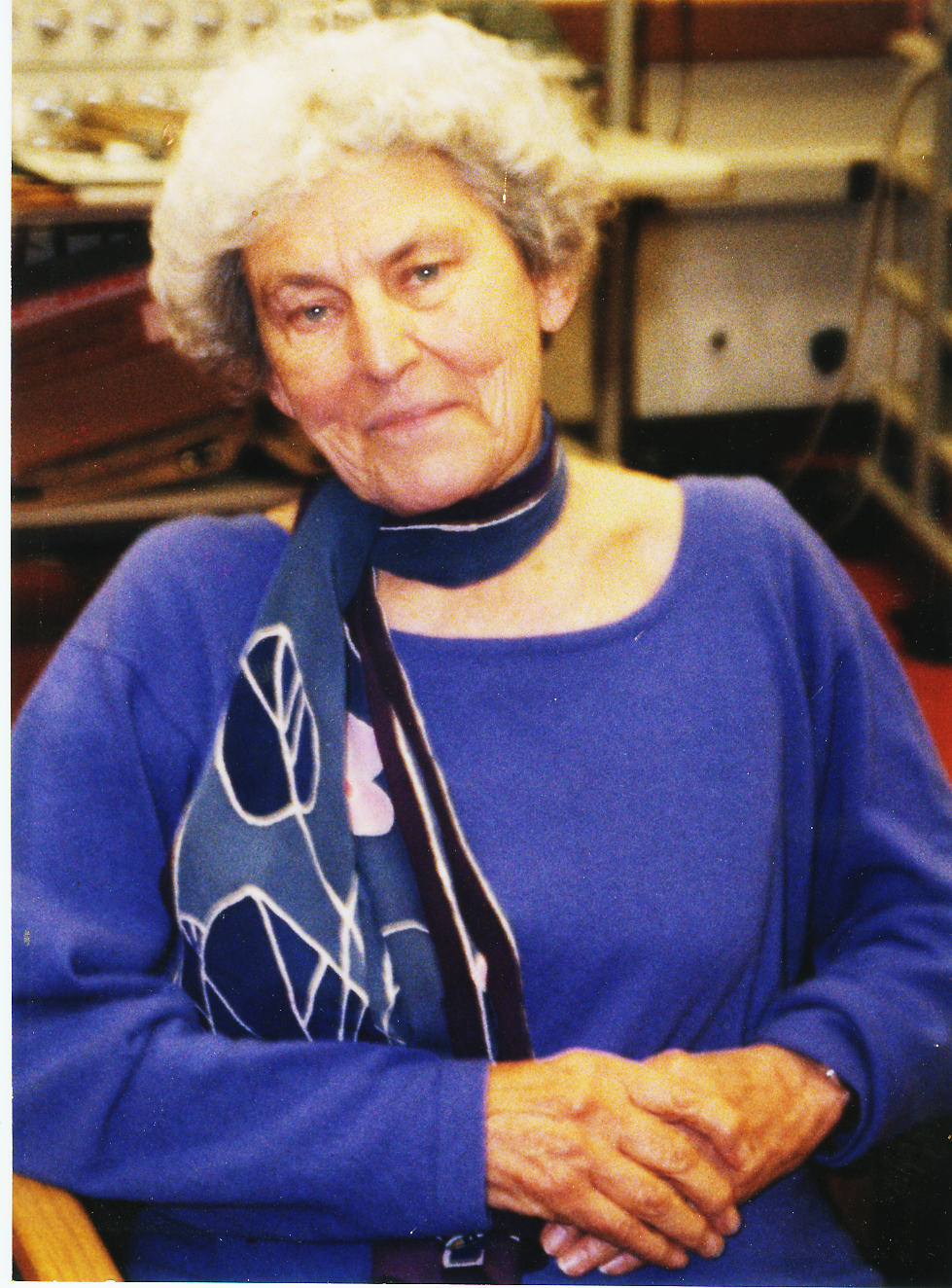
Tillie Olsen (1996)

Tillie Lerner Olsen (ur. 14 stycznia 1912 r., zm. 1 stycznia 2007 r.) – amerykańska pisarka, powiązana z politycznymi zamieszkami z lat trzydziestych XX wieku, i pierwszym pokoleniem amerykańskich feministek.
Olsen urodziła się w rodzinie rosyjsko-żydowskich imigrantów w gminie Omaha w stanie Nebraska.

## Ważniejsze publikacje
- Tell Me A Riddle, Lippincott, 1961. Reprinted, Rutgers University Press, 1995
- Yonnondio: From the Thirties, Delacorte, 1974. Reprinted, Dell, 1989.
- Silences, Delacorte, 1978. Reprinted, Dell, 1989. Reprinted, The Feminist Press, 2003.
- Mothers to Daughter, Daughter to Mother: Mothers on Mothering: A Daybook and Reader, The Feminist Press, 1989.
- Mothers & Daughters: That Special Quality: An Exploration in Photographs with Estelle Jussim, Aperture, 1995.
- The Riddle of Life And Death with Leo Tolstoy, The Feminist Press, 2007.